# El Carmen de La Frontera (distrito)
El Carmen de La Frontera é um distrito do Peru, departamento de Piura, localizada na província de Huancabamba.

## Transporte
O distrito de El Carmen de La Frontera é servido pela seguinte rodovia:
- PI-107, que liga a cidade ao distrito de Huancabamba
- PE-3N, que liga o distrito de La Oroya (Região de Junín) à Puerto Vado Grande (Fronteira Equador-Peru) no distrito de Ayabaca (Região de Piura)[1][2][3]